# Groton Long Point
Groton Long Point es un borough ubicado en el condado de New London en el estado estadounidense de Connecticut. En el año 2010 tenía una población de 518 habitantes y una densidad poblacional de 431.67 personas por km².

## Geografía
Groton Long Point se encuentra ubicado en las coordenadas 41°18′52″N 72°00′28″O / 41.31444, -72.00778.

## Demografía
Según la Oficina del Censo en 2000 los ingresos medios por hogar en la localidad eran de $87,027 y los ingresos medios por familia eran $101,217. Los hombres tenían unos ingresos medios de $62,426 frente a los $40,313 para las mujeres. La renta per cápita para la localidad era de $51,066. Alrededor del 0.3% de la población estaban por debajo del umbral de pobreza.